# Johannes Maas
Johannes Leonardus Maas (conocido como Jan Maas; Steenbergen, 17 de junio de 1900-Steenbergen, 5 de septiembre de 1977) fue un deportista neerlandés que compitió en ciclismo en la modalidad de pista. Participó en dos Juegos Olímpicos de Verano en los años 1924 y 1928, obteniendo una medalla de plata en Ámsterdam 1928 en la prueba de persecución por equipos.

## Medallero internacional
| Juegos Olímpicos | Juegos Olímpicos         | Juegos Olímpicos | Juegos Olímpicos        |
| Año              | Lugar                    | Medalla          | Competición             |
| ---------------- | ------------------------ | ---------------- | ----------------------- |
| 1928             | Ámsterdam (Países Bajos) | Medalla de plata | Persecución por equipos |